# Шаркан (Пермский край)
Шаркан — деревня в Оханском городском округе Пермского края России.

## Географическое положение
Деревня расположена на расстоянии примерно 1 километр на север от села Таборы.

## История
С 2006 по 2018 год входила в состав Таборского сельского поселения Оханского района. После упразднения обоих муниципальных образований стала рядовым населённым пунктом Оханского городского округа.

## Климат
Климат умеренно континентальный. Наиболее тёплым месяцем является июль, средняя максимальная температура которого 24,8 °C, а самым холодным январь со среднемесячной температурой −17,3 °C. Среднегодовая температура 2,1 °C.

## Население
Постоянное население составляло 118 человек (96 % русские) в 2002 году, 130 человек в 2010 году.